# Míla Tomášová
RNDr. Míla Tomášová (narozená jako Emilie Selingerová, 24. září 1920, Kotvrdovice – 12. května 2001, Praha) byla významná česká mystička a spisovatelka, manželka Eduarda Tomáše.

## Život a činnost
Již od útlého mládí ji provázely mystické zkušenosti, jež popisuje ve svých knihách. V knize Za čas a prostor uvádí popis hlubokého duchovního ponoření (samádhi), které zažila ve čtyřech letech. 
Studovala filozofickou a přírodovědeckou fakultu univerzity v Olomouci, studium nakonec dokončila na Přírodovědecké fakultě Univerzity Karlovy. Zde také počátkem 50. let 20. století získala doktorát z přírodních věd. Poté pracovala v různých zdravotnických zařízeních v oblasti mikrobiologie. Založila a vedla mikrobiologickou laboratoř v podolském sanatoriu (Ústav pro péči o matku a dítě). Po roce 1989, kdy se v Československu otevřely podmínky pro šíření duchovní nauky, vedla řadu přednášek a vydala několik knih.
Společně s manželem Eduardem se setkala se s mnoha duchovními učiteli, z nichž nejvýznamnějším byl zřejmě František Drtikol. Při první návštěvě čtrnáctého dalajlámy, kterého pozval do Československa prezident Václav Havel v roce 1990, byla s polečně se svým manželem Eduardem Tomášem přítomna jeho oficiálního uvítání. Byla rovněž ovlivněna křesťanskou mystikou a díly Ramany Maharšiho. Ačkoli si duchovních učitelů velmi vážila, vždy je považovala především za své duchovní bratry, necítila se být něčí žačkou. Ve svém díle nejednou zmiňuje ideu, že nejvyšším duchovním učitelem je vnitřní božství člověka.

## Dílo
Ke konci života napsala několik knih duchovních vzpomínek a esejů, uvádějících čtenáře nenásilnou formou do duchovní problematiky.
- Za čas a prostor (2008, ISBN 978-80-85862-75-1, 1. vydání originálu 1991)
- Třpyt prázdna (1995, ISBN 80-85862-10-7)
- Světlo vědomí (1998, ISBN 80-85862-22-0)
- Setkání 1 (2000, ISBN 80-85862-40-9), Setkání 2 (2001, ISBN 80-85862-47-6), Setkání 3 (2002, ISBN 80-85862-49-2)
- Vnitřní pramen (2002, ISBN 80-85862-52-2)
- Svoboda ducha (2010, ISBN 978-80-85862-84-3)

Vrcholným dílem Míly Tomášové je sbírka duchovních básní Průzračný svět (2006, ISBN 80-85862-63-8).
Společně se svým manželem Eduardem Tomášem se podílela na řadě knih a přednášek, např.:
- Praxe jógové filozofie (1996, ISBN 80-85862-13-1)
- Po stopách zlatého věku (1999, ISBN 80-85862-30-1)
- Poselství (2000, ISBN 80-85862-38-7)

Mimo psaná díla existují i zvukové nahrávky promluv a některých přednášek. Dílo Míly Tomášové vydává nakladatelství AVATAR.